# Mazácký Grúnik
Mazácký Grúnik je přírodní rezervace poblíž obce Ostravice v okrese Frýdek-Místek. Oblast spravuje AOPK ČR Správa CHKO Beskydy. Důvodem ochrany jsou fragmenty ekosystému přirozeného karpatského lesa jedlobukového a smrkobukového lesního vegetačního stupně s bohatou diverzitou rostlinných i živočišných druhů na geomorfologicky členitém úbočí Lysé hory a Čupelu v Moravskoslezských Beskydech. Posláním rezervace je rovněž umožnit přirozené procesy v lesním prostředí.